# Squilla chydaea
Squilla chydaea är en kräftdjursart som beskrevs av Manning 1962. Squilla chydaea ingår i släktet Squilla och familjen Squillidae. Inga underarter finns listade i Catalogue of Life.

## Bildgalleri

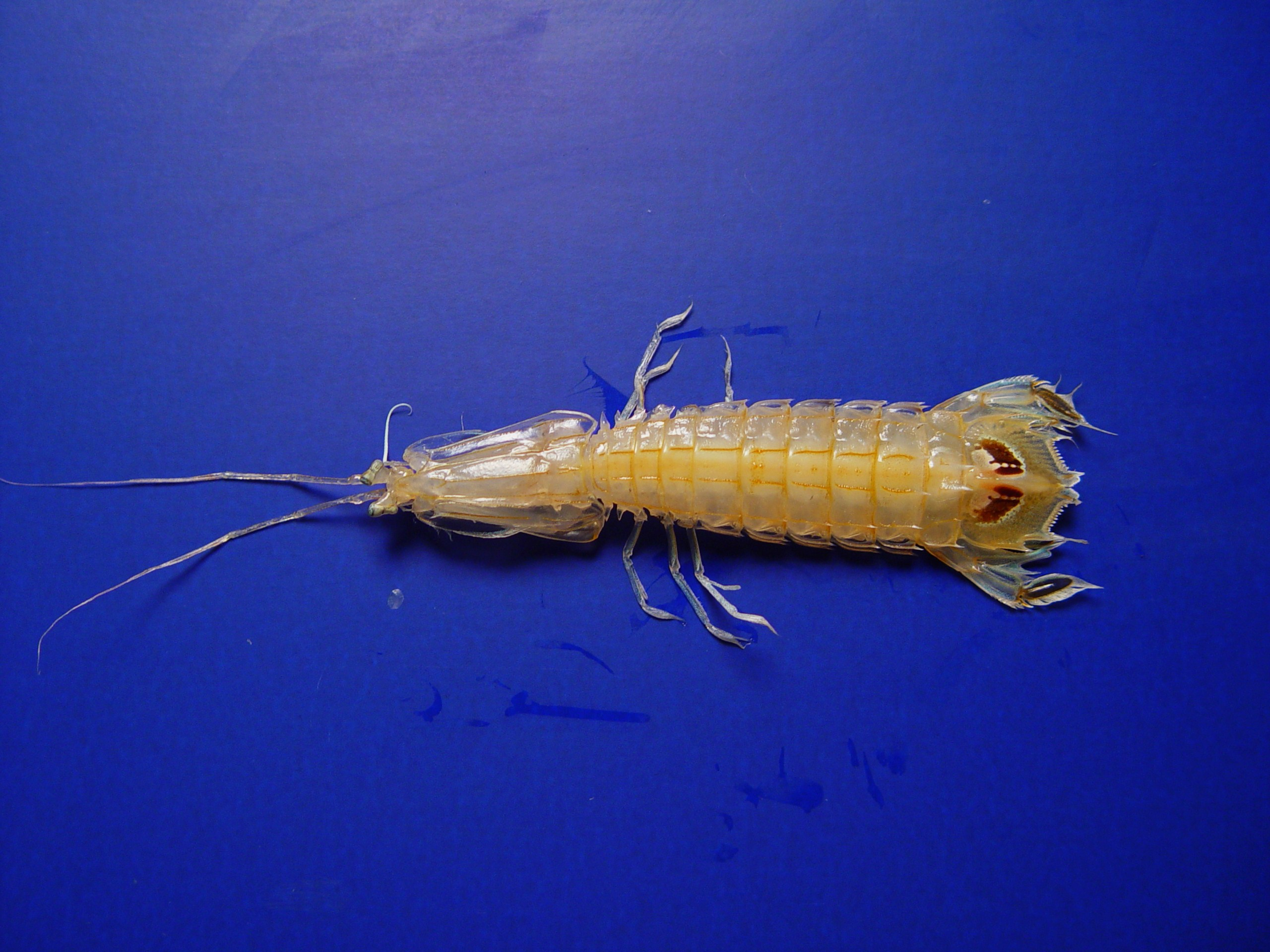
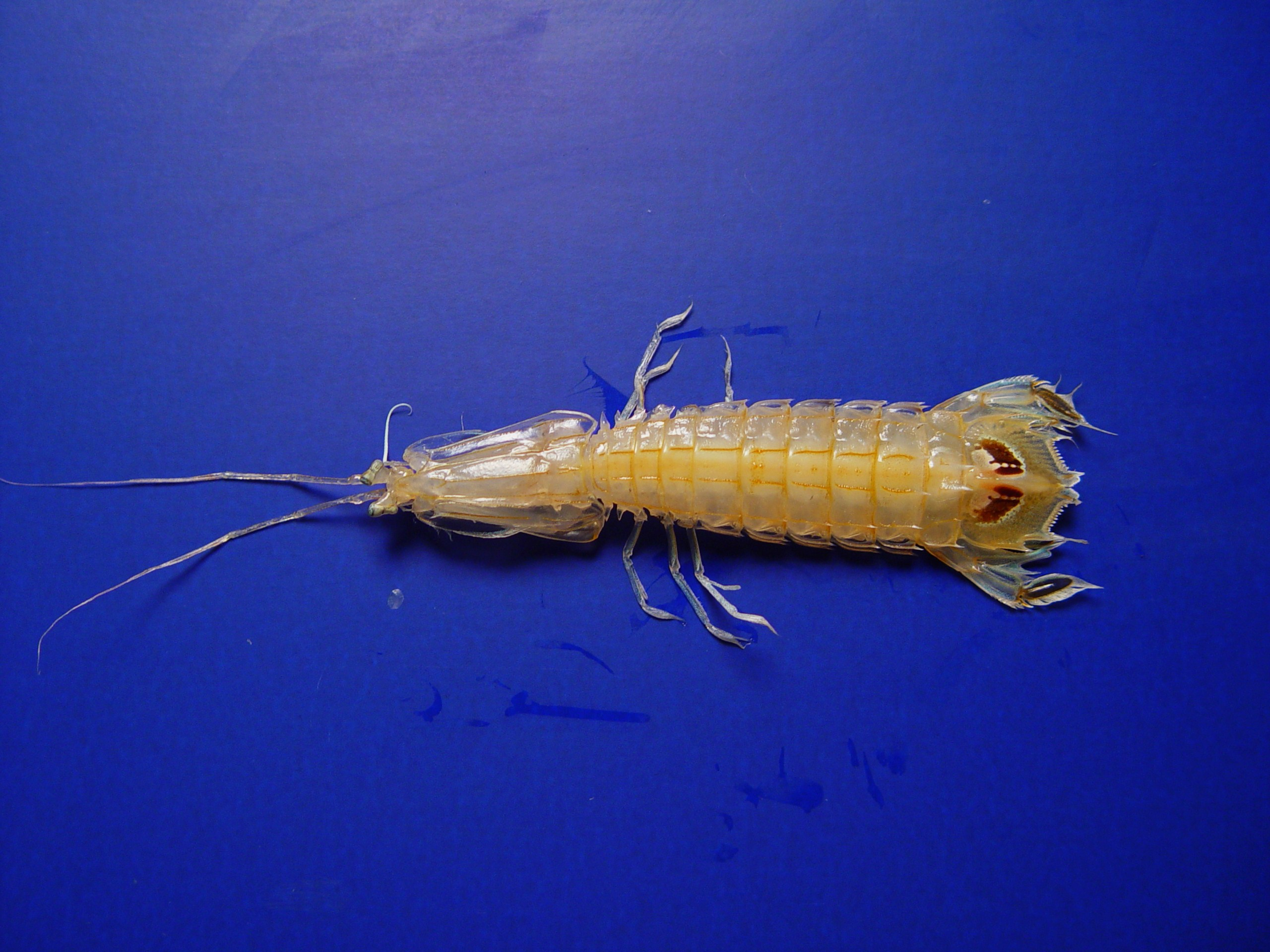